# 薬さじ

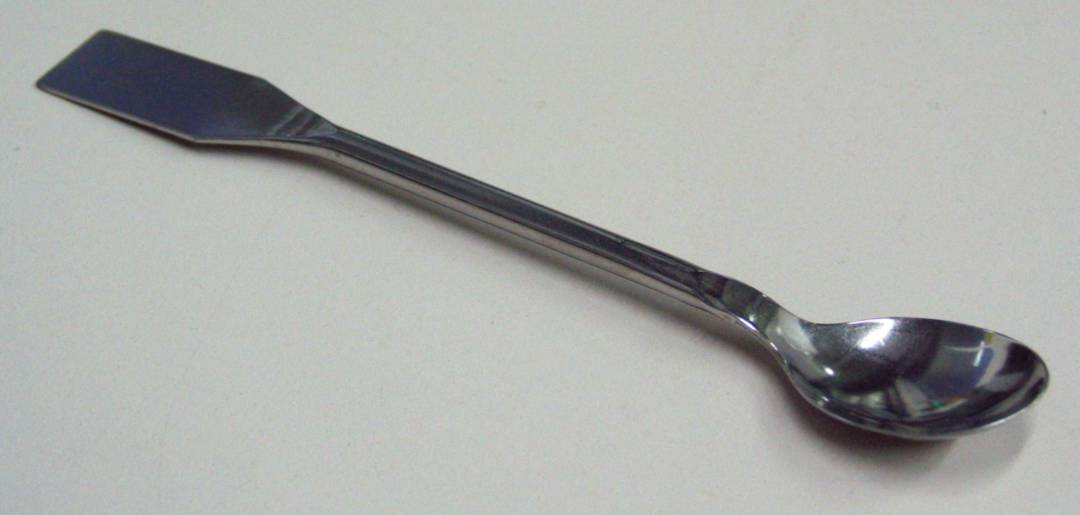
薬さじ

薬さじ（やくさじ、薬匙、英語：spoon、dispensing spoon）とは、固体の化学薬品を容器から移したり、計量するために使用されるスプーンのこと。

## 用途
粉末や顆粒など固形の薬品を量るための器具。「薬匙」はもとは「やくし」と読み、漢方薬の生薬や散剤などを量る器具をいった。
柄の両側が大きさの違うさじとなっているものや柄の反対側がへらになっているものが多い。柄の反対側がへらになっているタイプのものはへらを意味するスパチュラ（英語：spatula）、あるいはスパーテル（ドイツ語：Spatel）ともしばしば呼ばれる。
材質はステンレスやチタン、白金などの金属からなるもの、ABS樹脂、テフロンなどのプラスチックからなるものと様々である。
ステンレス製のものは酸性物質や酸化性物質に使用すると腐食され、ABS樹脂のものは有機物に使用すると溶けてしまうことがあるため使用する対象によって使い分ける必要がある。特に過酸化物など金属スパチュラで扱うと爆発する恐れがある物質を扱う際は注意しなければならない。チタン、白金、テフロンなどを材質とするものは高価だが耐食性に優れている。
大きさは耳掻きやマイクロスパーテルとも呼ばれているようなミリグラム単位の薬品を移すために使用される小型のものから、一度に100グラム程度の物質を移せるような大型のものまである。
医者が薬を調合する際の計量に薬さじを用いる様子から「さじ加減」という言葉が生まれた。また、物事をあきらめて放り出してしまうことを意味する「さじを投げる」という言葉も、医者が薬の調合をやめて患者を見放す様子から来ている。